# 祖国不会忘记
祖国不会忘记（又名“祖国不会忘记我”），张月潭作词，曹进作曲，歌词1992年创作于渭南市桥南镇。该歌曲立意于歌颂中国航天科技工作者，在歌曲广为传唱后也用于歌颂所有为国奉献者。

## 创作背景
1992年，国防科工委政治部要求各部队自编自演一台节目进行录像调演。国防科工委某基地宣传处为制作调演节目征集歌曲，时任所在部队（西安卫星测控中心）宣传处处长的张月谭创作的《祖国不会忘记我》是其所在部队参赛节目中的一首歌曲，此次调演中该曲获得一等奖。后曲调又经过曹进的斟酌、修改成为现在流行的版本。

## 获奖情况
- 解放军“全军首届小合唱比赛”金奖[1]
- 2001年，该曲被选为中宣部第八届“五个一工程”获奖作品。
- 2009年5月，该曲被选入中宣部推荐的《100首爱国歌曲名单》[3]。